# Schistes de Carlile

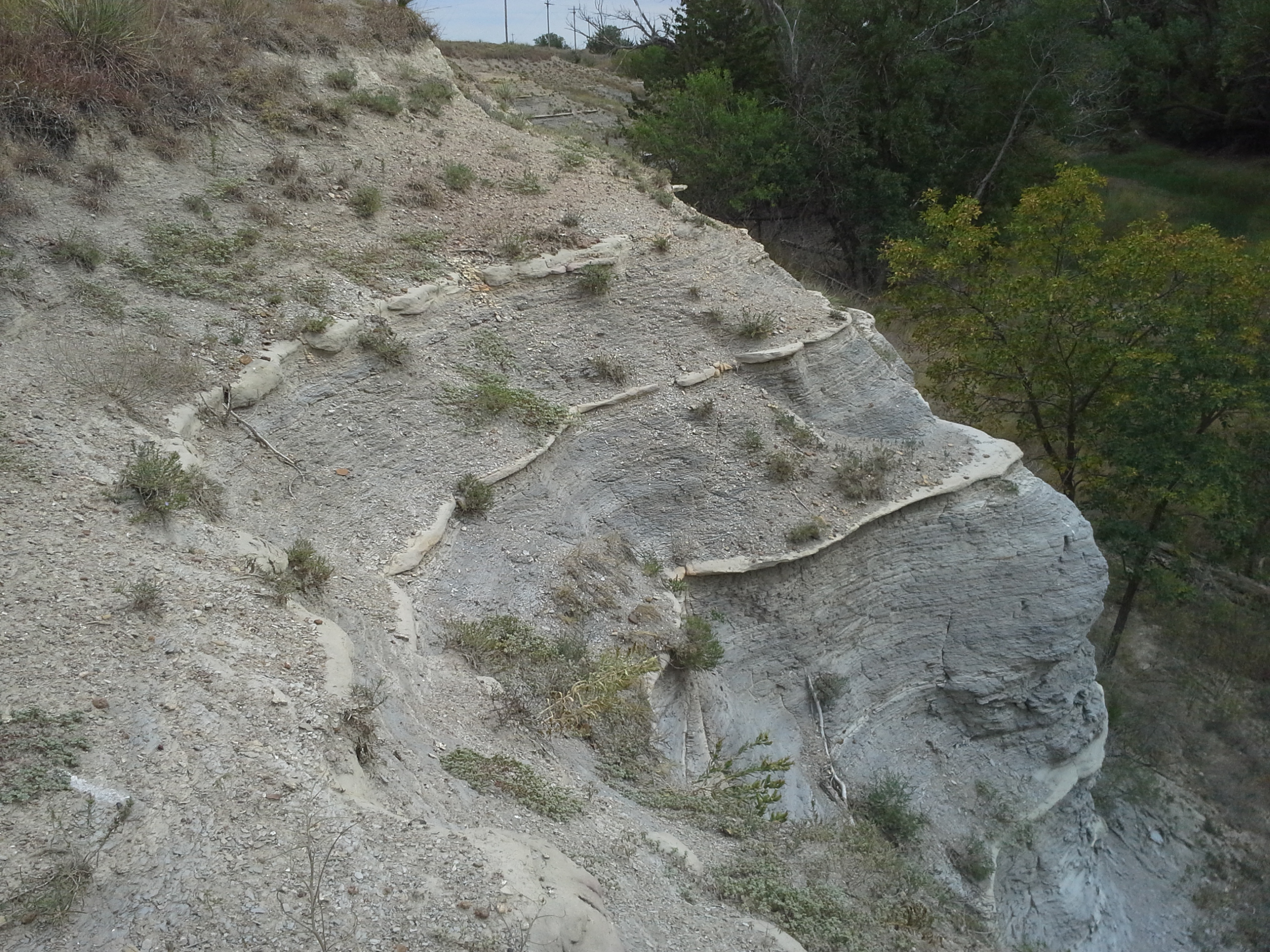
Le Fairport Chalk de la formation Carlile dans le comté d'Ellis, Kansas.

Les schistes de Carlile sont une formation géologique constituée de schistes située dans le centre-ouest des États-Unis, datant du Crétacé, s'étendant sur une vaste zone incluant le Colorado, le Kansas, le Nebraska, le Nouveau-Mexique, le Dakota du Nord, le Dakota du Sud et le Wyoming.

## Historique
Les schistes de Carlile ont été dénommés par Grove Karl Gilbert, d'après des affleurements trouvés à Carlile Spring, une localité située à environ 35 km à l'ouest de Pueblo, Colorado. Il les a décrits comme un schiste gris moyen, recouvert de calcaire ou de grès, et les a attribués au groupe Benton. En 1931, William Walden Rubey et ses collègues les avaient cartographiés dans le Kansas et les Black Hills. Rubey les a d'abord attribués au groupe Colorado. C.H. Dane les a attribués en 1948 au schiste de Mancos, situé au Nouveau-Mexique.

## Description
La formation est composée de dépôts marins de la phase généralement de retrait (hémicycle) du cycle Greenhorn de la Voie maritime intérieure de l'Ouest, qui a suivi la phase d'avancement du même cycle qui a formé la formation sous-jacente de Graneros Shale et Greenhorn. En tant que telle, la lithologie progresse du schiste crayeux de l'océan ouvert (avec des calcaires minces) à l'augmentation du schiste carboné au grès côtier. Le contact entre les schistes de Carlile et la formation de Niobrara sus-jacente est marqué par une discordance dans une grande partie de la zone d'affleurement, mais lorsqu'une discordance n'est pas perceptible, la limite est généralement placée au premier lit de calcaire à grain fin résistant à la base de la formation de Niobrara.

## Registre fossile
Les restes de plésiosaures de la série du Turonien supérieur font partie des fossiles qui ont été collectés dans les strates de son membre Blue Hill Shale au Kansas. Le Carlile dans l'est du Dakota du Sud contient des dents de requin, du bois pétrifié, des feuilles fossiles et des ammonites.